# 北九州市立池田小学校
北九州市立池田小学校（きたきゅうしゅうしりつ いけだしょうがっこう）は、福岡県北九州市八幡西区池田三丁目にある公立小学校。

## 沿革
- 1899年（明治32年） - 遠賀郡全町村学校組合立香月高等小学校開校
- 1907年（明治40年） - 香月村立香月高等小学校に改称
- 1909年（明治42年） - 香月村立香月尋常高等小学校に改称
- 1941年（昭和16年） - 香月町立池田国民学校に改称
- 1947年（昭和22年） - 遠賀郡香月町立池田小学校に改称
- 1955年（昭和30年） - 八幡市立池田小学校に改称
- 1963年（昭和38年） - 北九州市立池田小学校に改称

## 歴代校長
- 1899年（明治32年） - 初代校長

## 委員会
- 体育委員会

## クラブ活動

### 運動部
- バドミントン
- 卓球
- すもう
- バスケットボール

### 文化部
- パソコン
- 和太鼓
- 焼き物

## 学校周辺
- 北九州市八幡西区役所 八幡南出張所
- 北九州高速4号線 馬場山出入口
- 国道211号
- 福岡県道61号小倉中間線
- 山陽新幹線
- あかね幼稚園